# Музалёва, Лидия Михайловна
Ли́дия Миха́йловна Музалёва (род. 14 января 1956, Игарка, Красноярский край, СССР) — советская и российская фолк-певица, исполнительница русских народных песен. Заслуженная артистка Российской Федерации (2006), Заслуженный работник культуры Российской Федерации (1994), Заслуженная артистка Приднестровской Молдавской Республики (2009).

## Биография и творчество
Родилась в городе Игарке Красноярского края, выросла в посёлке Шушенское. Окончила в Шушенском среднюю школу № 1 и музыкальную школу.
В 1973—1977 годах училась в Московском государственном институте культуры, после окончания которого переехала в город Обнинск Калужской области к мужу, где проживает по настоящее время.
С самого начала своей сольной артистической карьеры Лидия Михайловна выступает с баянистом Владимиром Симоновым. Солистка русского инструментального ансамбля «Калинка». Сотрудничает с Национальным академическим оркестром народных инструментов России имени Н. П. Осипова. Сама шьёт себе сценические костюмы.
Осенью 2018 года Лидия Михайловна приняла участие в вокальном телешоу Голос. 60+ на Первом канале и стала победителем этого популярного теле-проекта, выступив в финале конкурса с песней «Оренбургский пуховый платок» композитора Григория Пономаренко на стихи Виктора Бокова. Долгие годы это полюбившееся многим произведение исполняла народная артистка СССР Людмила Зыкина. Музалёва представляла в финале команду Пелагеи, которая оказалась лучшим наставником конкурса.

... Я урожденная сибирячка, но уже много лет живу в Обнинске. Всю жизнь я мечтала стать артисткой. Я окончила Московский государственный институт культуры по классу «Руководитель народного хора». Обожаю готовить — когда ко мне приезжают внуки, я все время леплю пельмени, я же сибирячка. Мы ни в коем случае не должны забывать свою культуру.— Лидия Музалёва в интервью Первому каналу, 2018

## Семья
- Мать — Таисья Андреевна Музалёва — птичница Шушенской птицефабрики.
- Отец — художник.
- Муж — Павел Семёнович Вольфсон (р. 1955) — художник, педагог.
- Дочь — Ирина Павловна Музалёва (р. 1979) — российская фолк-певица, солистка группы «Иван Купала» в 1999—2005 гг., солистка группы «Кострома».

## Награды и премии
- Заслуженная артистка Российской Федерации (24 марта 2006) — за заслуги в области искусства[6].
- Заслуженный работник культуры Российской Федерации (12 сентября 1994) — за заслуги в области культуры и многолетнюю плодотворную работу[7].
- Заслуженная артистка Приднестровской Молдавской Республики (8 октября 2009, ПМР) — за личный вклад в развитие и укрепление творческого сотрудничества между Российской Федерацией и Приднестровьем, многолетнюю активную деятельность в области популяризации и пропаганды русской народной песни, высокое исполнительское мастерство и в связи с годовщиной со дня основания города Тирасполь[8].
- Диплом I-й степени на Первом Всероссийском конкурсе исполнителей народной песни имени Лидии Руслановой (Саратов, 1994).
- Медаль «За особые заслуги перед Калужской областью» III степени (2011)
- Знак «За заслуги перед городом Обнинском» (2011)
- Медаль «За заслуги перед Калужской областью» II степени (2013)
- Национальная премия «Имперская культура» имени Эдуарда Володина (2018)[9]

## Отзывы коллег
Анатолий Бардин, художественный руководитель и главный дирижёр Красноярского филармонического русского оркестра:
Когда артистка появляется на сцене и начинает петь — куда-то уходит напряжение и все заботы… Она естественна, искренна, обладает редчайшим даром — способностью к сопереживанию. Каждая песня в её исполнении — это законченное драматическое произведение или художественное полотно. Ей веришь сразу и до конца. Артистка необычайно работоспособна — никогда не почивает на лаврах. К тому же, выбрав однажды образ русской народной красавицы, она не оставляет его и в реальной жизни: дажe в oбычном, нe сцeническом гapдepoбe певицы нe счесть вceвoзможныx платьев, накидок и платков в нapoдном стилe. Кстати, почти все концертные наряды она шьёт сама. Видеть и слышать Лидию Музалёву на сцене — это праздник души, ощущение радости и высокого чувства гордости, что богата земля русская талантами

## Дискография
- 1998 — «Русские народные песни»
- 2008 — «Музыка России»
- 2013 — «А любовь все жива»

## Статьи и публикации
- Победителем шоу «Голос 60+» стала Заслуженная артистка России // Российская газета. — 2018. — 6 октября. — ISSN 1606-5484.
- Александр Алексеев. Благодаря чему Лидия Музалева выиграла первый сезон "Голоса 60+" // Российская газета. — 2018. — 6 октября. — ISSN 1606-5484.
- Победителем шоу "Голос 60+" стала Лидия Музалева из команды Пелагеи. Культура. РИА Новости (6 октября 2018). Дата обращения: 7 октября 2018.
- Жительница Обнинска победила в шоу «Голос 60+» // Газета.ru : интернет издание. — 2018. — 7 октября.
- Марина Быкова. Лидия Myзалёвa и Иринa Фалeeвa стали звездами белopycскогo тeлeвидения // Неделя Обнинска : газета. — 2010. — 12 февраля.
- Юрий Волченков. Певуньи из рода Музалёвых // Красноярский рабочий : газета. — 2014. — 23 января.
- Векличева Р. С. Певунья России // Обнинск : газета. — 2011. — 1 февраля. Архивировано 4 октября 2018 года.